# 泰迪·莎文-路維
泰迪·森姆·莎文-路維（英語：Teddy Samuel Sharman-Lowe；2003年3月30日—）是一名英格蘭職業足球員，司職守門員，現時被英超球會車路士外借到英冠球會保頓，並代表英格蘭U20参加國際比賽。

## 球會生涯
在英格蘭城市出生的莎文-路維於當地球會李斯特城開始足球生涯。他於2017年被李斯特城的青訓學院放棄，並於同年轉投伯頓的青訓學院。
2020年9月6日，英超球會車路士確認從伯頓簽入莎文-路維，他將以外借方式回到伯頓至季尾。同年9月8日，他於對陣彼德堡的英格蘭足球聯賽錦標賽比賽中上演職業生涯地標戰。車路士於2021年1月4日提早終止莎文-路維的外借。
莎文-路維於2022–23賽季的首半季因傷未被外借。他在傷愈後於2023年1月被外借到全國聯賽南球會至季尾。
2023年7月10日，莎文-路維被外借到全國聯賽球會布罗姆利，為期一季。

## 國家隊生涯
莎文-路維於2020年2月首次入選英格蘭U17，他共為該梯隊上陣兩次。
2021年9月2日，莎文-路維於對陣意大利U19的2-0勝仗中首次為英格蘭U19上場。2022年6月17日，他入選英格蘭U19的2022年U19歐洲國家盃參賽名單，他只於對陣以色列的小組賽賽事上陣一次，並成功保持清白之身。英格蘭後於決賽再次擊敗以色列，成功奪得賽事冠軍。
2023年5月10日，莎文-路維入選英格蘭U20的2023年國際足總U-20世界盃參賽名單，並於5月28日對陣伊拉克的0-0和局首次為英格蘭U20出賽。

## 生涯統計

### 球會
最後更新：2023年8月5日
| 效力球會         | 球季     | 聯賽       | 聯賽 | 聯賽 | 國家盃賽 | 國家盃賽 | 聯賽盃賽 | 聯賽盃賽 | 歐洲賽 | 歐洲賽 | 其他 | 其他 | 總計 | 總計 |
| 效力球會         | 球季     | 聯賽       | 上陣 | 入球 | 上陣     | 入球     | 上陣     | 入球     | 上陣   | 入球   | 上陣 | 入球 | 上陣 | 入球 |
| ---------------- | -------- | ---------- | ---- | ---- | -------- | -------- | -------- | -------- | ------ | ------ | ---- | ---- | ---- | ---- |
| 車路士U23        | 2021–22  | —          | —    | —    | —        | —        | —        | —        | —      | —      | 2    | 0    | 2    | 0    |
| 車路士U23        | 2022–23  | —          | —    | —    | —        | —        | —        | —        | —      | —      | 1    | 0    | 1    | 0    |
| 伯頓（外借）     | 2020–21  | 英甲       | 0    | 0    | 0        | 0        | 1        | 0        | —      | —      | 2    | 0    | 3    | 0    |
| （外借）         | 2022–23  | 英全國聯南 | 21   | 0    | —        | —        | —        | —        | —      | —      | —    | —    | 21   | 0    |
| 布罗姆利（外借） | 2023–24  | 英全國聯   | 1    | 0    | 0        | 0        | —        | —        | —      | —      | 0    | 0    | 1    | 0    |
| 生涯總計         | 生涯總計 | 生涯總計   | 22   | 0    | 0        | 0        | 1        | 0        | 0      | 0      | 5    | 0    | 28   | 0    |

1. 1 2 3  於英格蘭足球聯賽錦標賽上陣。

## 榮譽

### 國家隊
英格蘭U19
- 歐洲U-19足球錦標賽：2022（英语：2022 UEFA European Under-19 Championship）